# ディベーティアン
『ディベーティアン』は、下吉田本郷の著書である。

## 概要
ディベーティアンは、2010年より「モーニング・ツー」で連載が開始され、2012年に完結している下吉田本郷の作品である。
同作は、2012年に1巻と2巻がともに講談社のモーニングKCより出版されている。
モーニング公式サイトのmorningmanga.comでは、同作は「おそらく世界初のディベート漫画」として紹介されているものの、講談社コミックプラスのサイトでは「読んでも論理的思考は一切身に付かない」と明言されている。

## あらすじ
ディベート甲子園を舞台として、高校生ディベーターたちの歪な青春模様を描いた。